# Chan Ming Tai
Theophilus Chan Ming Tai (chinesisch 陳銘泰 / 陈铭泰, Pinyin Chén Míngtài, Jyutping Can4 Ming4taai3, kantonesisch Chan Ming-tai, * 30. Januar 1995 in Hongkong) ist ein chinesischer Weitspringer, der international für Hongkong startet. Neben dem Weitsprung geht er auch mit der 4-mal-100-Meter-Staffel an den Start.

## Sportliche Laufbahn
Erste Erfahrungen bei internationalen Wettbewerben sammelte Chan Ming Tai bei den Asienmeisterschaften 2013 in Pune, bei denen er mit 7,13 m in der Qualifikation ausschied. Anschließend wurde er bei den Ostasienspielen in Tianjin mit 7,38 m Sechster. Im Jahr darauf gewann er bei den Juniorenasienmeisterschaften in Taipeh mit 7,70 m die Silbermedaille hinter dem Chinesen Lin Qing. Damit qualifizierte er sich für die Juniorenweltmeisterschaften in Eugene, bei denen er mit 7,27 m in der Qualifikation ausschied. Ende September nahm er erstmals an den Asienspielen im südkoreanischen Incheon teil und wurde dort mit 7,73 m Fünfter. 2015 erreichte er bei den Asienmeisterschaften in Wuhan mit 7,44 m Platz neun und wurde bei der Sommer-Universiade in Gwangju mit 7,89 m Vierter. Bei den Hallenasienmeisterschaften in Doha 2016 gewann er mit 7,85 m die Bronzemedaille. Während der Freiluftsaison qualifizierte er sich für die Olympischen Spiele in Rio de Janeiro, bei denen er mit 7,79 m in der Qualifikation ausschied.
2017 nahm er an den Asienmeisterschaften in Bhubaneswar teil und gewann dort mit 8,03 m die Silbermedaille hinter dem Chinesen Huang Changzhou. Anschließend erreichte er bei den Studentenweltspielen in Taipeh mit 7,44 m Rang elf. Anfang September gewann er bei den Asian Indoor & Martial Arts Games in Aşgabat mit 7,44 m die Bronzemedaille hinter dem Vietnamesen Nguyễn Tiế Trọng und Amila Wijayalath Pedige aus Sri Lanka. 2018 nahm er erneut an den Asienspielen in Jakarta teil, schied dort mit 7,11 m in der Qualifikation aus und belegte mit der Hongkonger 4-mal-100-Meter-Staffel in 39,48 s Rang sieben. Auch bei den Asienmeisterschaften in Doha 2019 konnte er sich mit einem Sprung auf 7,31 m nicht für das Finale qualifizieren. Anschließend schied er auch bei der Sommer-Universiade in Neapel mit 7,52 m in der Vorrunde aus. 2023 gelangte er bei den Hallenasienmeisterschaften in Astana mit 7,76 m auf Rang sechs und im Juli wurde er bei den Asienmeisterschaften in Bangkok mit 8,02 m Fünfter. Im August schied er bei den Weltmeisterschaften in Budapest mit 7,60 m in der Qualifikationsrunde aus, ehe er bei den Asienspielen in Hangzhou mit 7,83 m den sechsten Platz belegte. Im Jahr darauf erreichte er bei den Hallenasienmeisterschaften in Teheran mit 7,46 m ebenfalls Rang sechs und 2025 wurde er bei den Asienmeisterschaften in Gumi mit 7,50 m Zehnter.
In den Jahren 2017 und 2019 sowie 2021 und 2024 wurde Chan Hongkonger Meister im Weitsprung. Er ist Student an der Universität Hongkong.